# Grahamtown (Maryland)
Grahamtown es un lugar designado por el censo ubicado en el condado de Allegany, Maryland, Estados Unidos. Según el censo de 2020, tiene una población de 368 habitantes.
A todos los efectos prácticos, la zona es un barrio de la ciudad de Frostburg.  

## Geografía
Está ubicado en las coordenadas 39°38′41″N 78°55′20″O / 39.64472, -78.92222 (39.644861, -78.922288). Según la Oficina del Censo de los Estados Unidos, tiene una superficie total de 0.40 km², correspondientes en su totalidad a tierra firme.

## Demografía
Según el censo de 2020, hay 368 personas residiendo en la zona. La densidad de población es de 920.00 hab./km². El 91.85% de los habitantes son blancos, el 1.36% son afroamericanos, el 0.54% son de otras razas y el 6.25% son de una mezcla de razas. Del total de la población, el 1.09% son hispanos o latinos de cualquier raza.